# Służebniczki dębickie

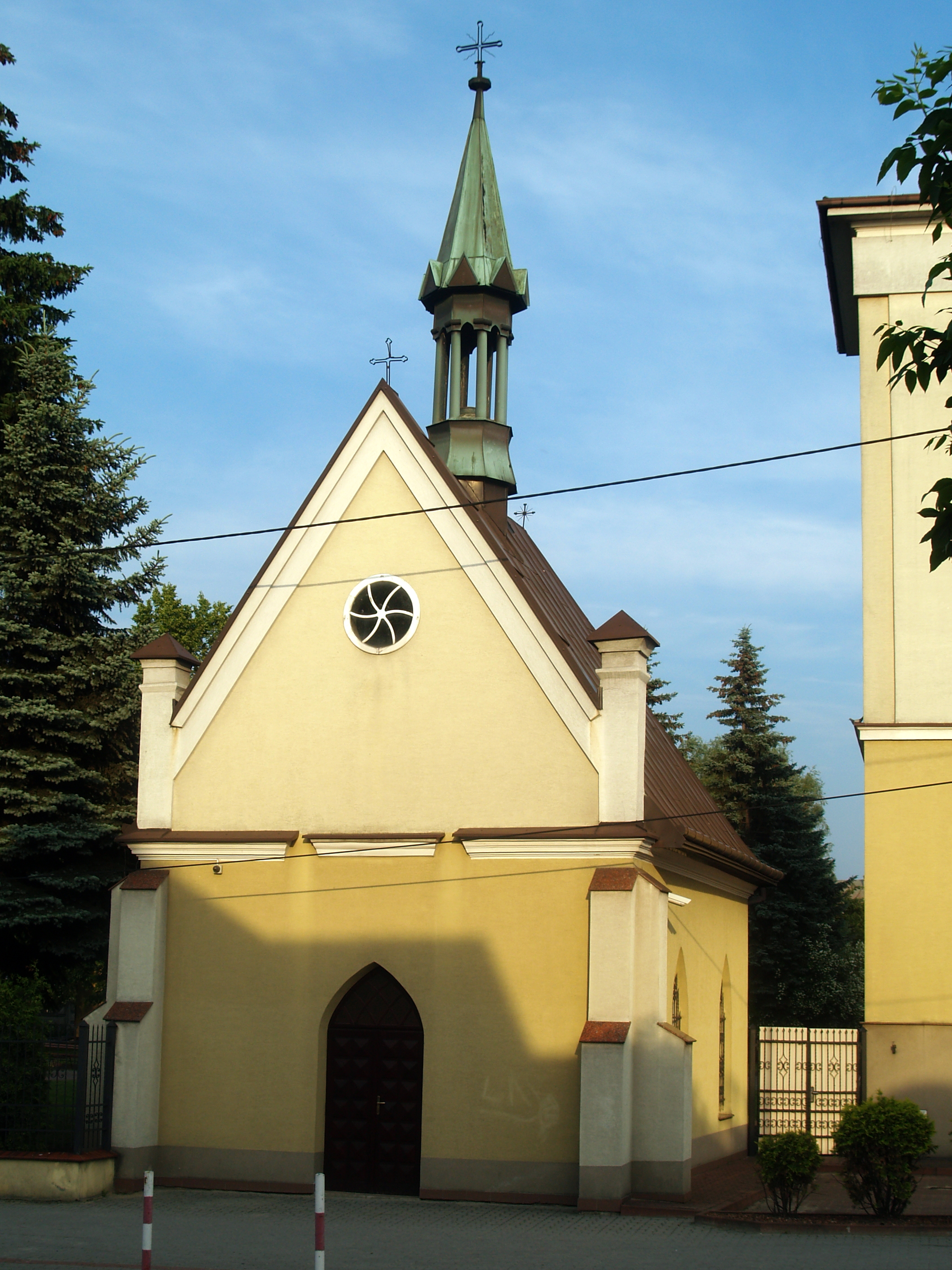
Kaplica bł. Edmunda Bojanowskiego w Dębicy

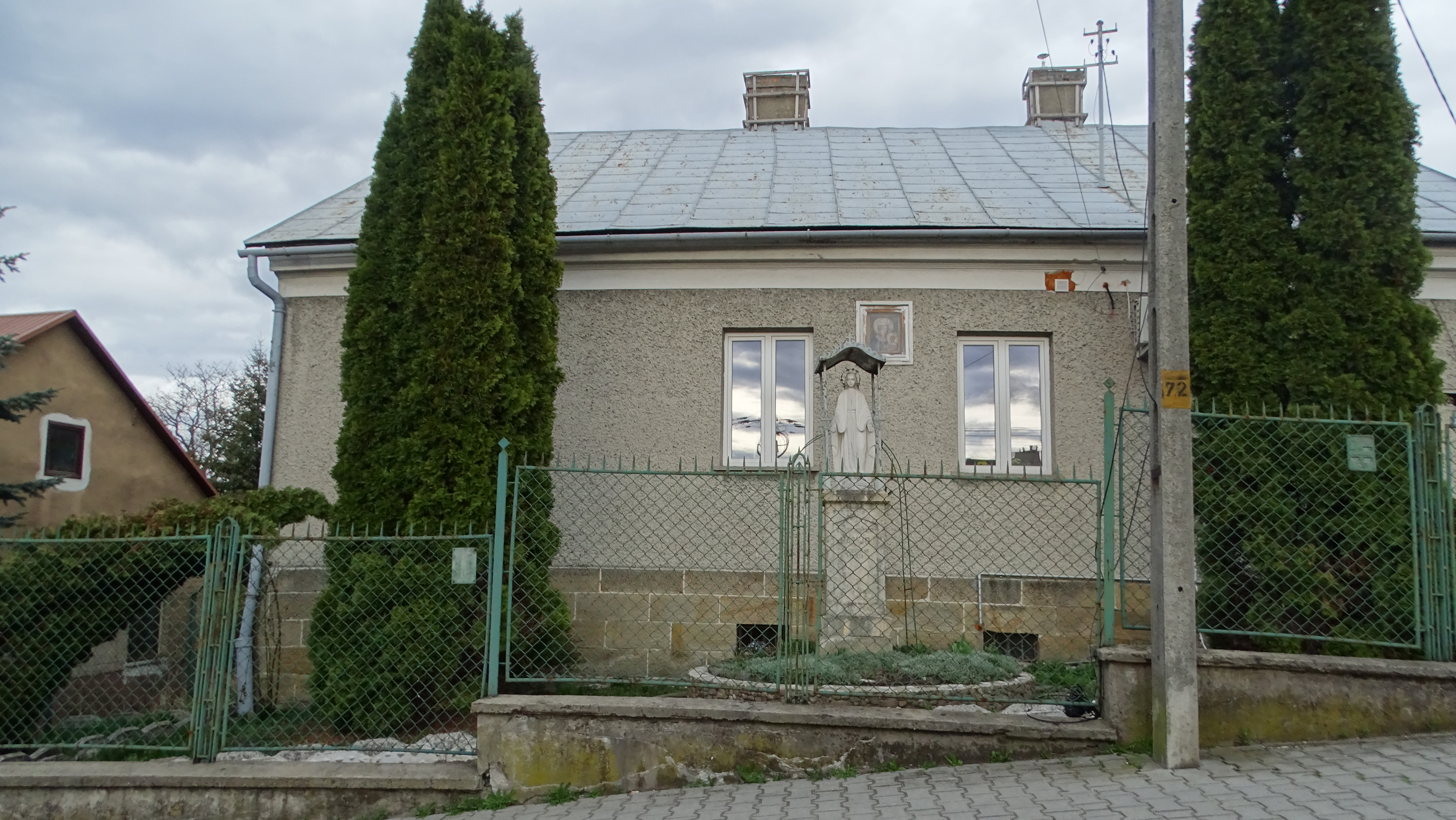
Dom zakonny Sióstr Służebniczek Dębickich w Bochni

Służebniczki dębickie – żeńskie, habitowe zgromadzenie zakonne Kościoła katolickiego, będące jednym z czterech zgromadzeń zakonnych, wyodrębnionych ze Zgromadzenia Sióstr Służebniczek Najświętszej Maryi Panny Niepokalanie Poczętej, założonego w Wielkopolsce 3 maja 1850 r. przez bł. Edmunda Bojanowskiego. 

## Historia
3 maja 1850 roku Edmund Bojanowski jako osoba świecka, założył w Podrzeczu ochronkę, która dała początek Bractwu Ochroniarek, które przekształciło się w Zgromadzenie Służebniczek. W 1875 roku na mocy antykościelnych ustaw Kulturkampfu w sprawie kasacji zakonów w zaborze pruskim, służebniczki były zmuszone szukać miejsca poza Wielkopolską.
2 sierpnia 1882 roku na prośbę hr. Karola i Karoliny Raczyńskich, przybyły trzy służebniczki i zamieszkały w Kawęczynie pod Dębicą, w celu prowadzenia ochronki dla dzieci. W 1882 roku hr. Karol Raczyński zbudował zakonną kaplicę. 
Z powodu nieprzychylnej polityki zaborców, którzy żądali zerwania jedności ze służebniczkami we Wielkopolsce, w 1891 roku służebniczki w Dębicy stały się samodzielne z własnym nowicjatem i przełożoną generalną. Do końca XIX wieku założono ponad 30 nowych domów zakonnych. 
Podczas I wojny światowej część sióstr wyjechała do Wiednia, a w klasztorze stacjonowały wojska austriackie i rosyjskie. W 1925 roku rozpoczęto budowę nowego domu macierzystego z kościołem przy ul. Krakowskiej 15, który 2 sierpnia 1932 roku został poświęcony. W 1929 roku papież Pius XI wydał Dekret pochwalny i zatwierdził Konstytucje zakonu na 6 lat. 2 marca 1937 roku Zgromadzenie otrzymało Dekret aprobacyjny papieża Piusa XI.
24 sierpnia 1954 roku władze komunistyczne w budynku klasztornym umieściły szpital powiatowy, a siostry zostały przewiezione do budynku szpitalnego przy ul. Wielkiego Proletariatu. W latach 1978–1983 przeprowadzono rozbudowę domu generalnego. W 1989 roku Kapituła Generalna podzieliła zakon na trzy prowincje: Krakowską, Tarnowską, Poznańsko-Warszawską. W 1994 roku siostry odzyskały utracony dom zakonny przy ul. Krakowskiej 15, który po remoncie w 2000 roku został poświęcony, jako Placówka Opiekuńczo - wychowawcza dla dzieci i ochronka - przedszkole.
Przełożone generalne:
1891–1902. M. Maria Filipiak.
1902–1938. M. Dorota Biendara.
1938–1950. M. Brygida Grzegorczyk.
1950–1959. M. Joela Piłat.
1959–1977. M. Epifania Wróbel.
1977–1995. M. Celina Czechowska.
1995–2007. M. Joanna Światłowska.
2007– nadal M. Maksymilla Pliszka.

## Prowincje zakonne
- Prowincja krakowska[2] – Kraków, Bochnia, Jasień, Gostyń, Chojnów, Okulice, Zaborów, Solec Kujawski, Szczurowa.
- Prowincja tarnowska[2] – Dębica, Rudnik nad Sanem, Markowa, Tuchów, Pilzno, Odporyszów, Ropczyce, Szebnie.